# Lijst van trainers van DC United
Deze lijst omvat de voetbalcoaches die de Amerikaanse club D.C. United hebben getraind vanaf 1996 tot op heden.
| Seizoen | Trainer(s)            | Prijzen                                                                | Bijzonderheden          |
| ------- | --------------------- | ---------------------------------------------------------------------- | ----------------------- |
| 2025    | Troy Lesesne          |                                                                        | 0                       |
| 2024    | Troy Lesesne          |                                                                        | 0                       |
| 2023    | Wayne Rooney          |                                                                        | 0                       |
| 2022    | Wayne Rooney          |                                                                        | 0                       |
| 2022    | Chad Ashton (interim) |                                                                        | Tweede interim periode. |
| 2022    | Hernán Losada         |                                                                        | 0                       |
| 2021    | Hernán Losada         |                                                                        | 0                       |
| 2020    | Chad Ashton (interim) |                                                                        | 0                       |
| 2020    | Ben Olsen             |                                                                        | 0                       |
| 2019    | Ben Olsen             |                                                                        | 0                       |
| 2018    | Ben Olsen             |                                                                        | 0                       |
| 2017    | Ben Olsen             |                                                                        | 0                       |
| 2016    | Ben Olsen             |                                                                        | 0                       |
| 2015    | Ben Olsen             |                                                                        | 0                       |
| 2014    | Ben Olsen             |                                                                        | 0                       |
| 2013    | Ben Olsen             | US Open Cup                                                            | 0                       |
| 2012    | Ben Olsen             |                                                                        | 0                       |
| 2011    | Ben Olsen             |                                                                        | 0                       |
| 2010    | Ben Olsen             |                                                                        | 0                       |
| 2010    | Curt Onalfo           |                                                                        | 0                       |
| 2009    | Tom Soehn             |                                                                        | 0                       |
| 2008    | Tom Soehn             | US Open Cup                                                            | 0                       |
| 2007    | Tom Soehn             | MLS Supporters' Shield                                                 | 0                       |
| 2006    | Piotr Nowak           | MLS Supporters' Shield                                                 | 0                       |
| 2005    | Piotr Nowak           |                                                                        | 0                       |
| 2004    | Piotr Nowak           | MLS Cup, MLS Eastern Conference                                        | 0                       |
| 2003    | Ray Hudson            |                                                                        | 0                       |
| 2002    | Ray Hudson            |                                                                        | 0                       |
| 2001    | Curt Onalfo (interim) |                                                                        | 0                       |
| 2001    | Thomas Rongen         |                                                                        | 0                       |
| 2000    | Thomas Rongen         |                                                                        | 0                       |
| 1999    | Thomas Rongen         | MLS Cup, MLS Supporters' Shield, MLS Eastern Conference                | 0                       |
| 1998    | Bruce Arena           | MLS Eastern Conference, CONCACAF Champions League, Copa Interamericana | 0                       |
| 1997    | Bruce Arena           | MLS Cup, MLS Supporters' Shield, MLS Eastern Conference                | 0                       |
| 1996    | Bruce Arena           | MLS Cup, MLS Eastern Conference, US Open Cup                           | 0                       |